# فریتس راسپ
فریتس راسپ (آلمانی: Fritz Rasp; ۱۳ مهٔ ۱۸۹۱ – ۳۰ نوامبر ۱۹۷۶) هنرپیشه اهل آلمان بود که بین سال‌های ۱۹۰۹ تا ۱۹۷۶ میلادی فعالیت می‌کرد.
از فیلم‌هایی که در آن نقش داشته می‌توان به متروپلیس، جاسوس، پاراسلسوس، سگ باسکرویل، دوریت کوچک، آینه اسرارآمیز و زنی در رود اشاره کرد.